# 異發演替
在生態學中，異發演替（英語：allogenic succession）是指由生態系統中的非生物因子驅動的演替。與此相反是，自發演替通過該生態系統的生物組成部分來使其自身改變或演進。
異發演替可以以多種方式發生，包括：
- 火山爆發
- 流星或彗星撞擊
- 洪水
- 乾旱
- 地震
- 非人為氣候變化[2]

異發演替的時間尺度可能與引發演替的干擾事件的時間尺度相當，例如非人為氣候變化引起的演替，時間尺度可能以千年計。